# Église Saint-Éloi d'Hazebrouck
Pour les articles homonymes, voir Église Saint-Éloi.
L’église Saint-Éloi est le principal édifice religieux et le plus ancien de la ville d’Hazebrouck (département du Nord, région Nord-Pas-de-Calais).
Elle fait l’objet d’une inscription au titre des monuments historiques depuis le 9 novembre 1984.

## Historique
Cette église-halle gothique du XVe siècle est dédiée à saint Éloi et date de 1432. C’est le plus vieux monument de la ville. Le 24 août 1492, elle fut incendiée par les troupes françaises de Charles VIII de France. Sa flèche fut élevée en 1512 mais fut gravement endommagée par les Allemands le 27 mai 1940 au début de la Seconde Guerre mondiale (juin 1940). La flèche ne fut reconstruite qu’en 1994.

## Architecture
Le soubassement de l’église est construit en grès ferrugineux, le reste étant formé de briques qui forment de grands motifs géométriques : croix de saint André, lion dressé, aigle bicéphale aux ailes déployées.

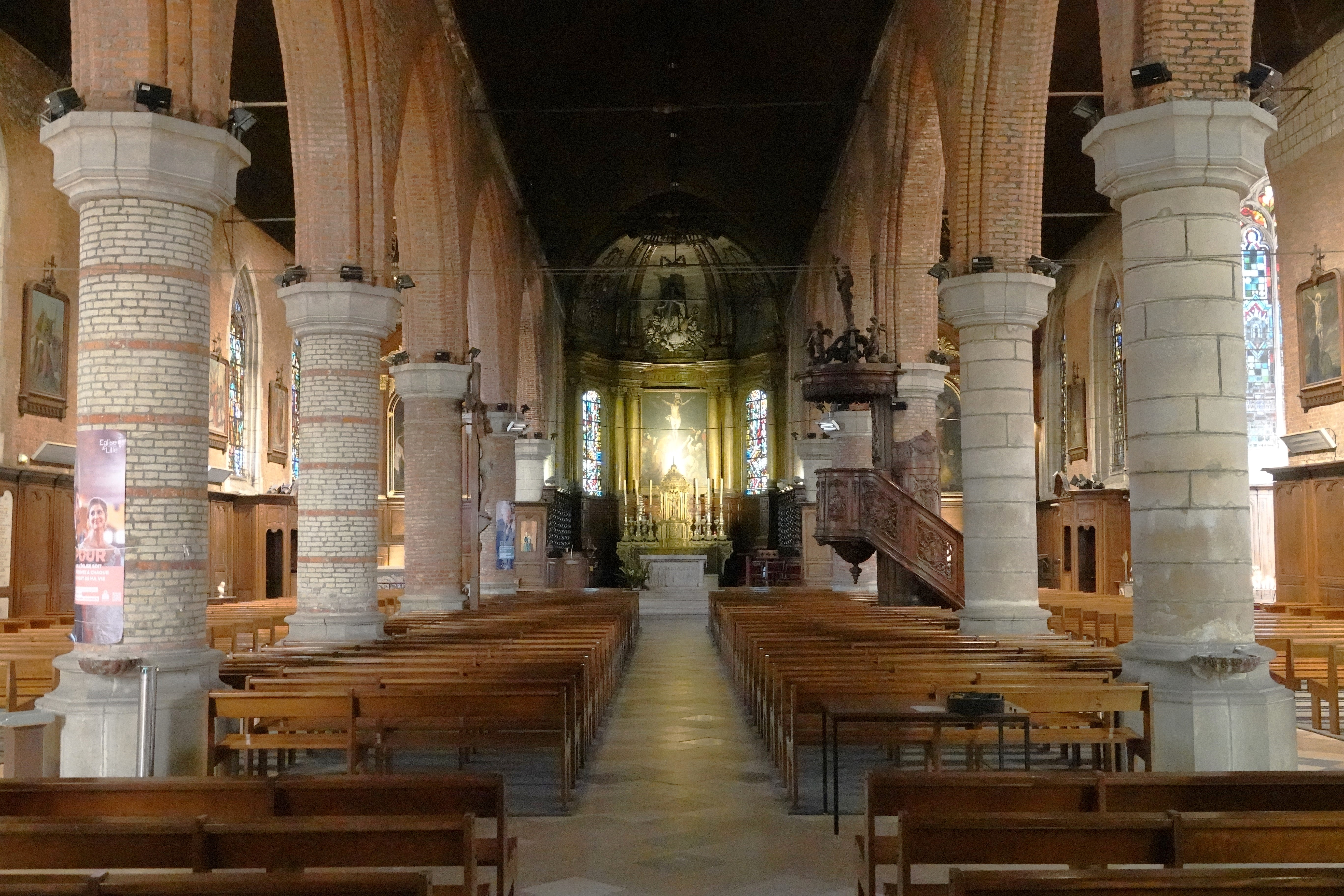
Vue de l'intérieur depuis l'entrée de la nef

### Les chapelles
- La chapelle Sud dite des arbalétriers est dédiée à saint Sébastien. Érigée à partir de 1551 par ghilde es arbalétriers, elle est construite dans un style gothique flamboyant.
- La chapelle nord, dédiée à sainte Anne, est offerte par la société de rhétorique.

### Le clocher
La tour en brique et grès, qui était en construction en 1515, mesure 39,50 m. La flèche en pierre blanche, détruite en 1940 puis reconstruite à l'identique en 1994, mesure presque 32 mètres, ce qui fait un total de 77 mètres environ.

## Mobilier

### Les retables du chœur et des nefs latérales

#### Chœur
Grand retable encadrant un Altare priviligiatum (XVIIIe siècle).
- Aspect décoratif : faux marbre blanc
- Sculpture du couronnement du retable : Saint Éloi emporté par les anges.
- Tabernacle tournant en bois doré[4].
- Anges adorateurs (volés en février 2001).

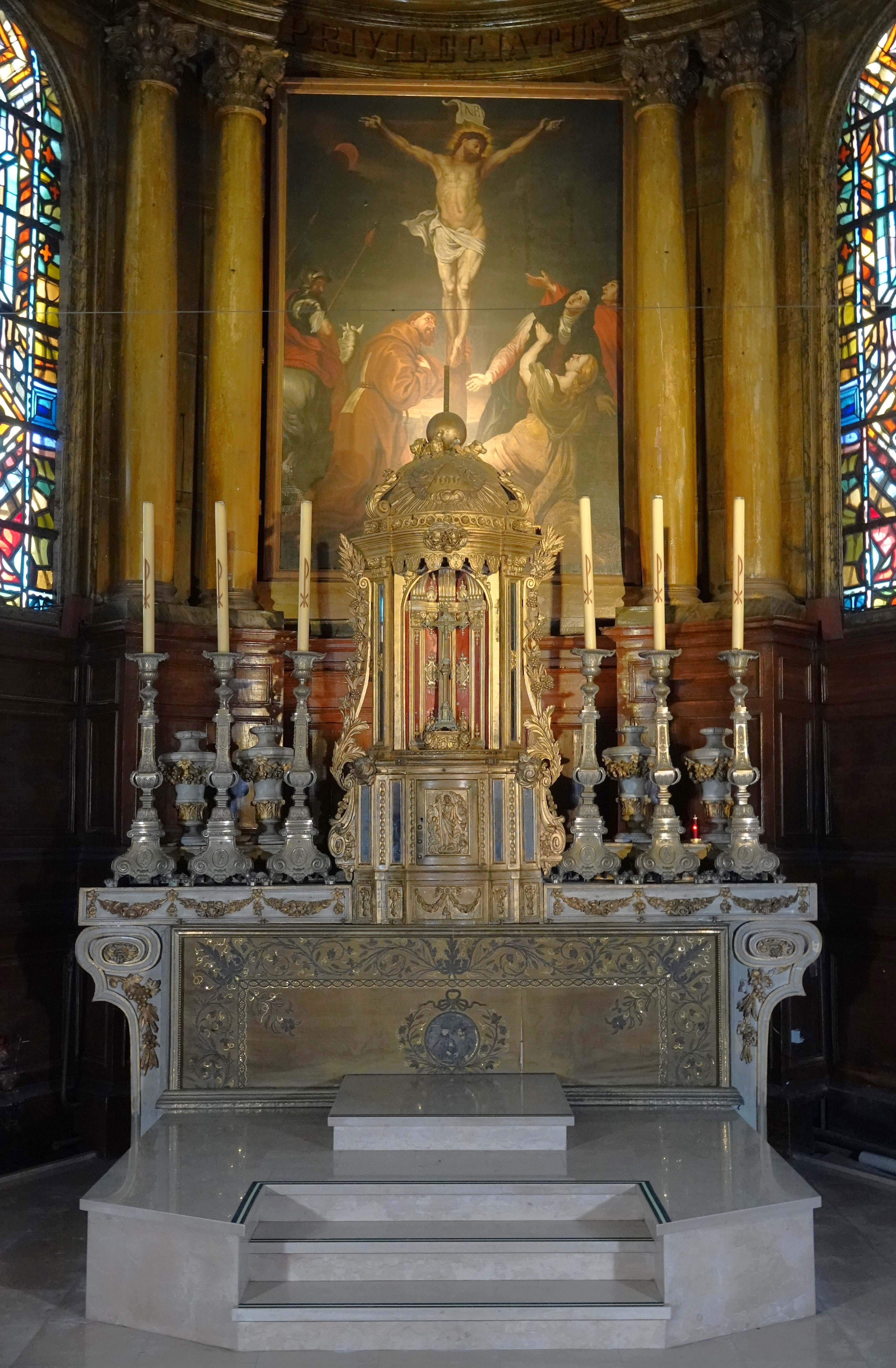
Retable du maître-autel (partie basse), tabernacle et tableau de la crucifixion

- Devant d'autel en drap d'or.
- Tableau : crucifixion d'après Anton Van Dyck

#### Nef nord
Retable et autel dédiés à la Vierge (limite XVIIIe siècle-XIXe siècle).
- Statues : sainte Catherine et saint Dominique
- Sculpture du couronnement du retable : Assomption de la Vierge
- Autel réalisé par les ateliers de l'abbaye Saint-Paul de Wisques (vers 1965-1970). Il représente la Dormition de la Vierge ou plutôt son réveil par les anges.
- Tabernacle
- Tableau : Mise au tombeau par Nicolas Ruyssen (1787-1826), peintre d'Hazebrouck, d'après l'original de Dirck van Baburen (1595-1624), fin XVIIIe siècle-début XIXe siècle.

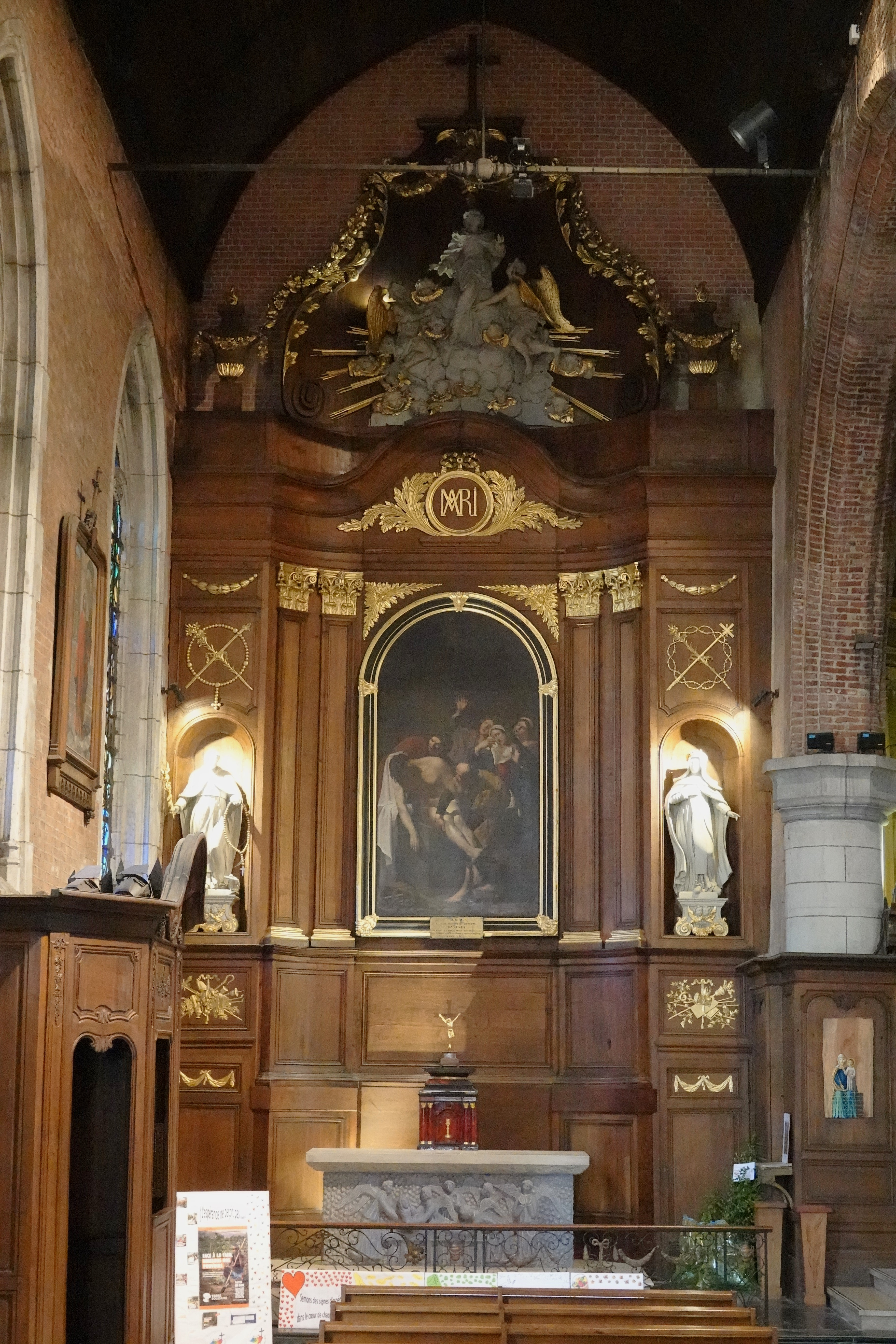
Nef nord (chapelle de la Vierge)

#### Nef sud.
Retable et autel dédiés à la Saint Nicolas et Sainte Barbe, ou à la Trinité selon Aïda Tellier (XVIIIe siècle).
- Statues : Saint Nicolas et Sainte Barbe
- Sculpture du couronnement du retable : la Trinité néotestamentaire.
- Autel réalisé par les ateliers de l'abbaye Saint-Paul de Wisques (vers 1965-1970). Il représente les Noces de Cana.
- Tableau : Descente de Croix par Matthieu Elias (1658-1741).

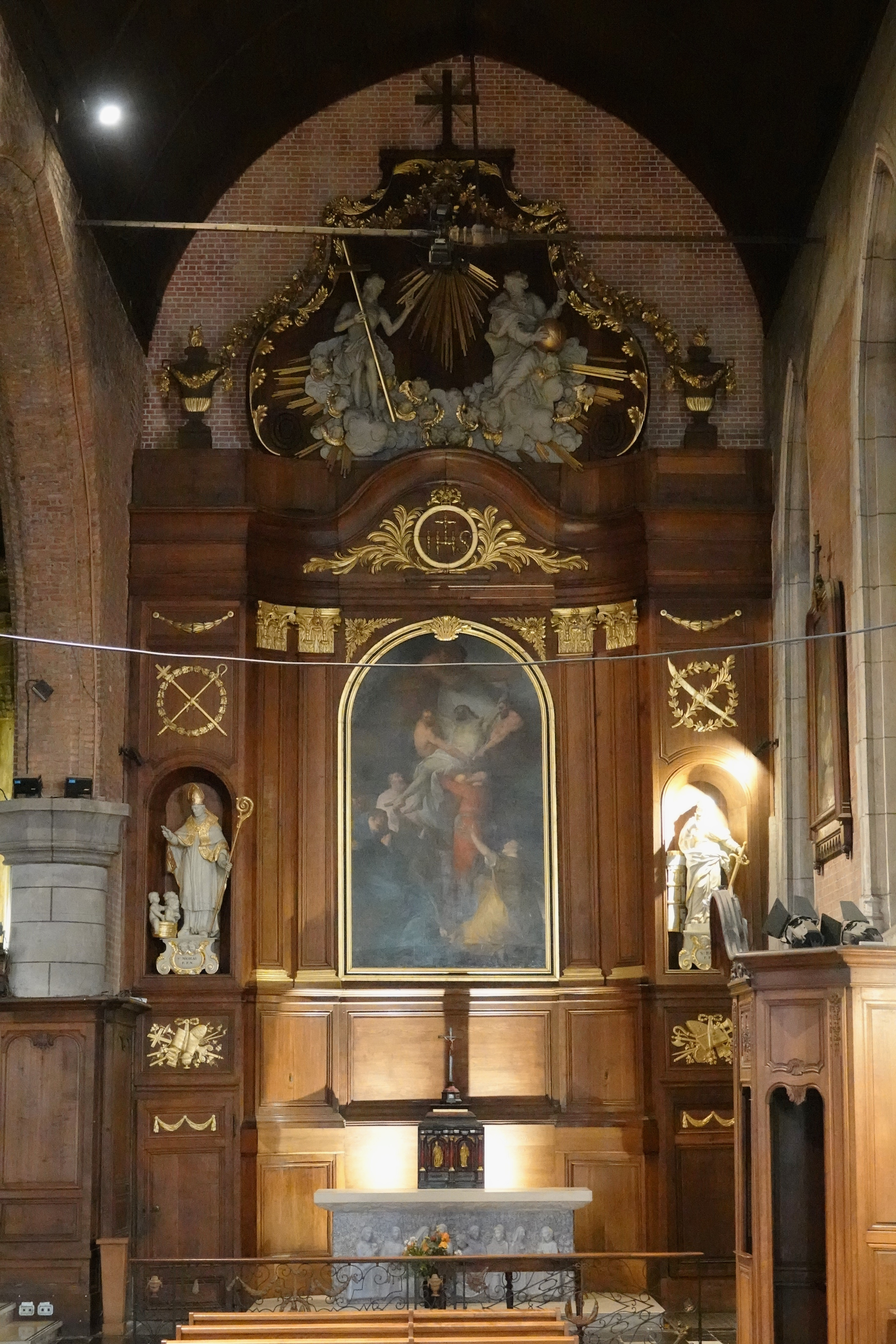
Autel et retable de la Trinité dans l'Église Saint-Éloi d'Hazebrouck

- Tabernacle d'origine anversoise, XVIIe siècle.

### Les chapelles latérales

#### Chapelle Nord
Le retable et autel sont dédiés à Sainte Anne (XVIIIe siècle). La statue au dessus du tabernacle représente Sainte Anne et la Vierge. Sculpteur : Pierre Antoine Joseph (sculpteur) ; Menuisier : Vandorsel Jean Martin

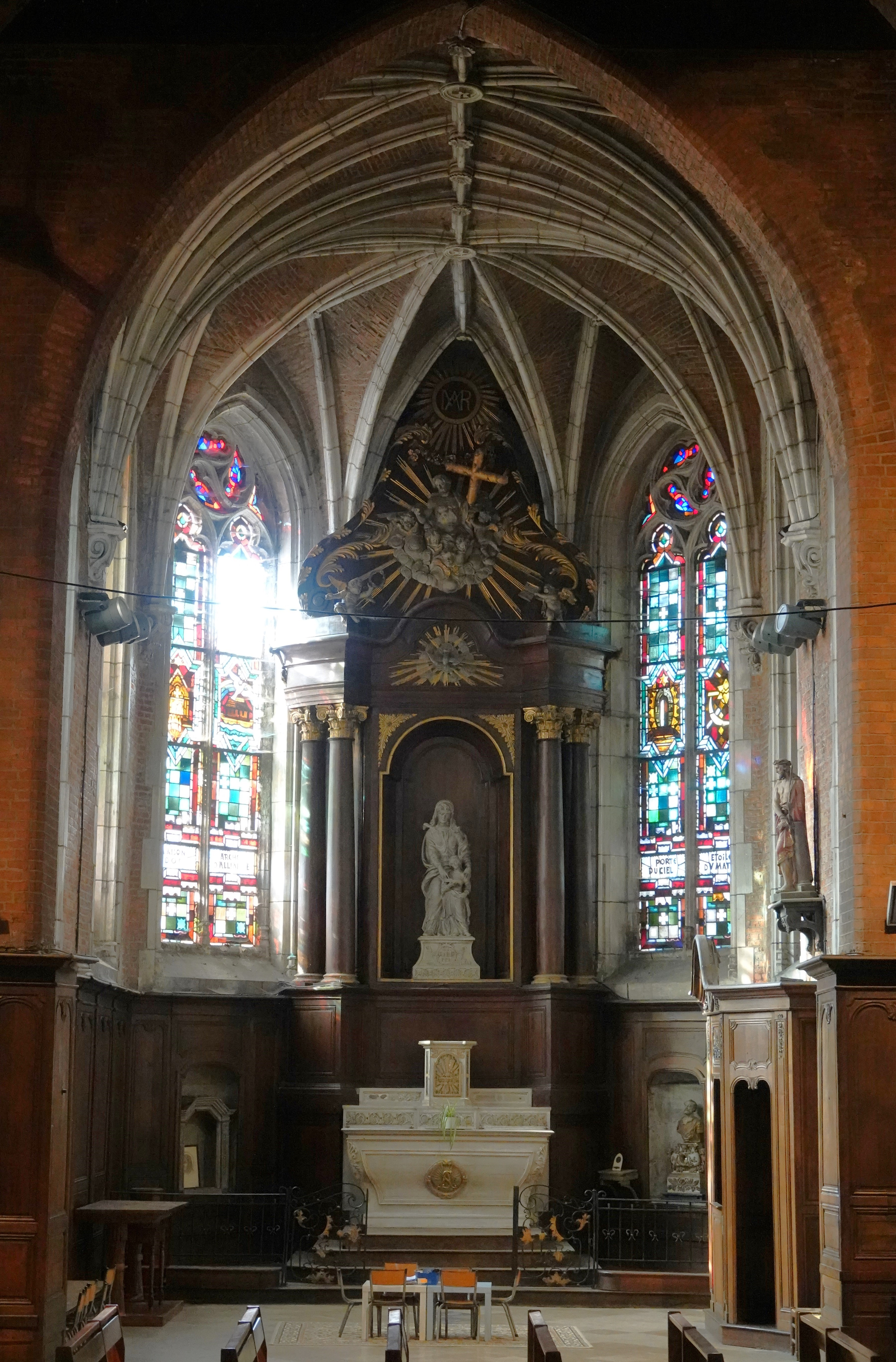
Chapelle Sainte-Anne

#### Chapelle sud
Cette chapelle est dite Chapelle des arbalétriers. Autrefois elle était dédiée à Saint-Georges mais aujourd'hui il s'agit de la Chapelle Saint-Sébastien.  
Le retable et l'autel datent du XVIIIe siècle. La statue au dessus du tabernacle représente Saint-Eloi. 

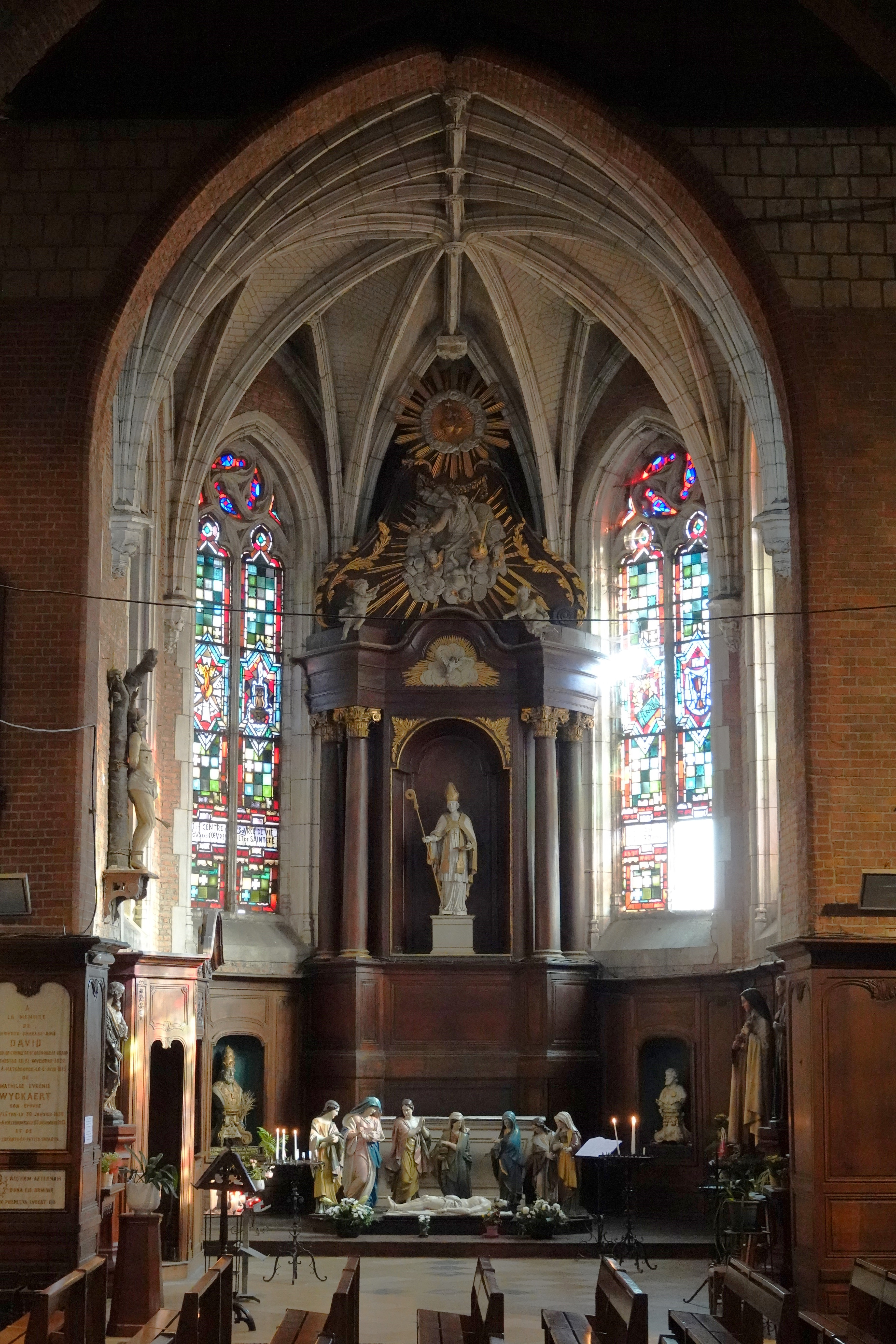
Chapelle Saint-Sébastien

### Autre éléments de mobilier (par siècle)

#### MobilierXVIIesiècle
- Stalles à colonnes torses[9]
- Fonts baptismaux[10]

#### MobilierXVIIIesiècle
- Clôture des fonts baptismaux (classé monument historique)
- Orgue (voir plus bas)
- La chaire : « Cuve ronde, rampe historiée, abat-voix surmonté d'un Christ brandissant la croix et accompagné d'anges musiciens[4] ».

- Mise au tombeau[11]

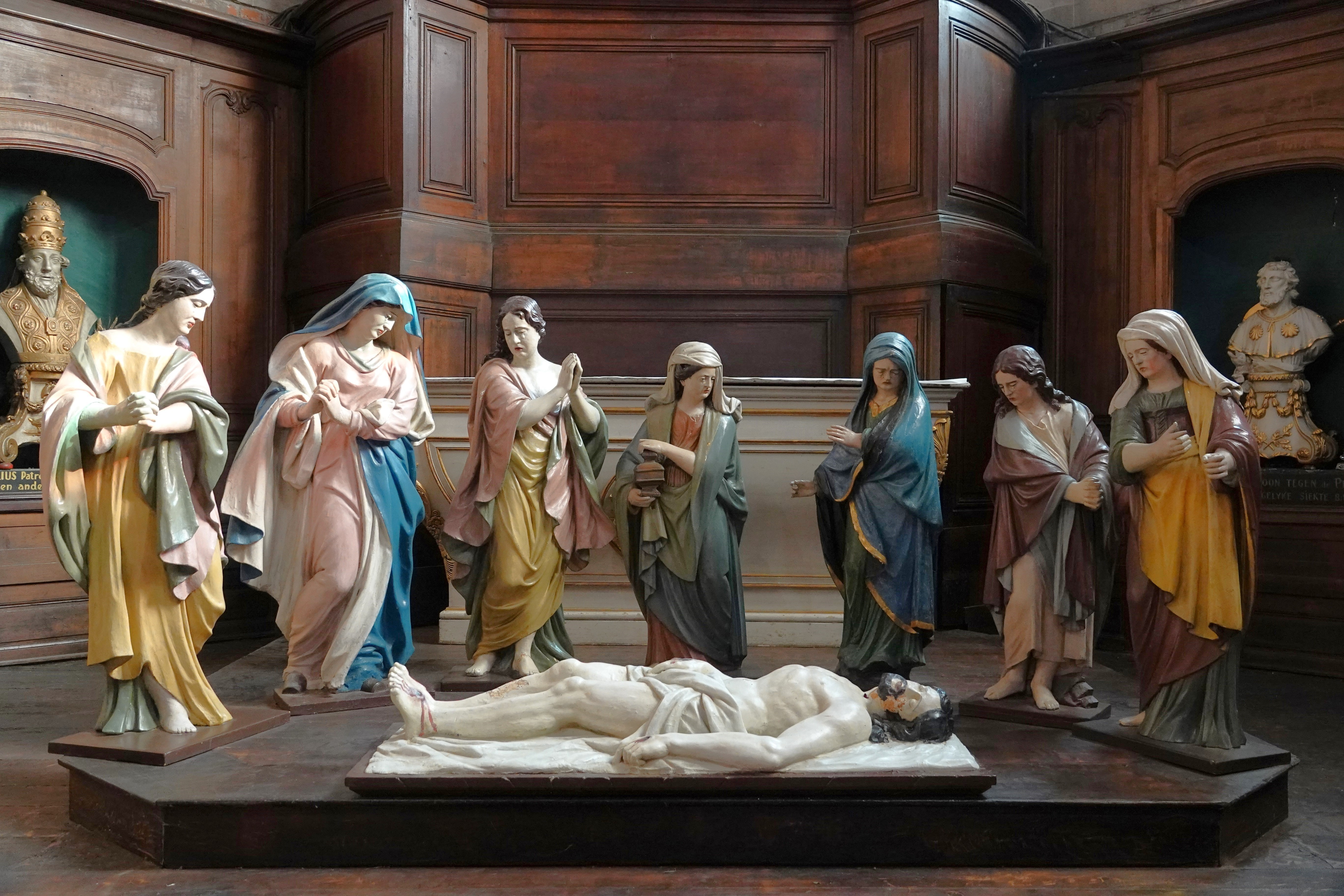
Mise au tombeau

- Statue en marbre de sainte Thérèse d'Avila[12]

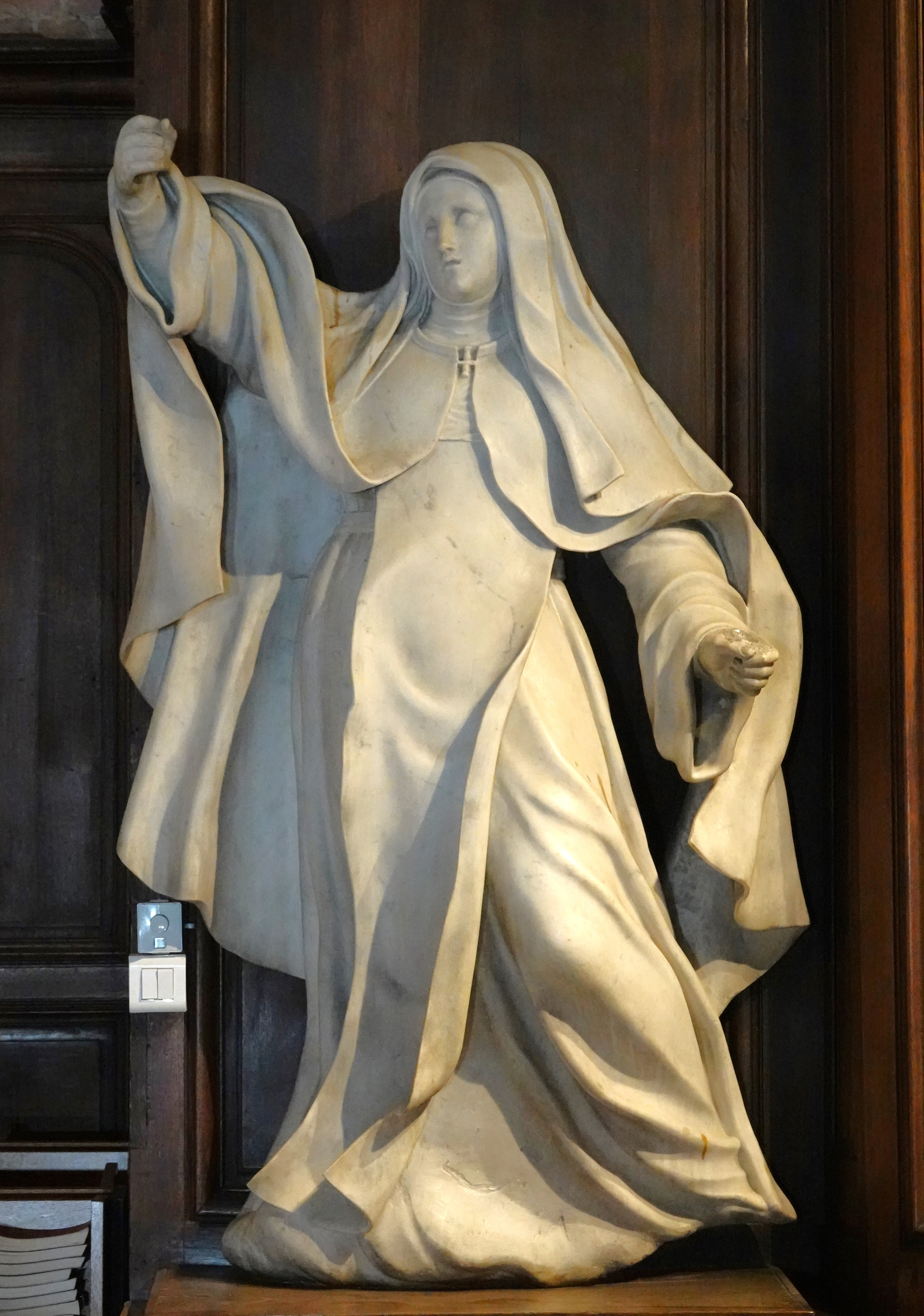
Statue de Sainte Thérèse d'Avila

#### MobilierXIXesiècle
- Chemin de croix[13]. Peintures de Lucien Jonas, encadrements de Gustave Pattein (sculpteur, ébéniste et chef d'entreprise hazebrouckois).

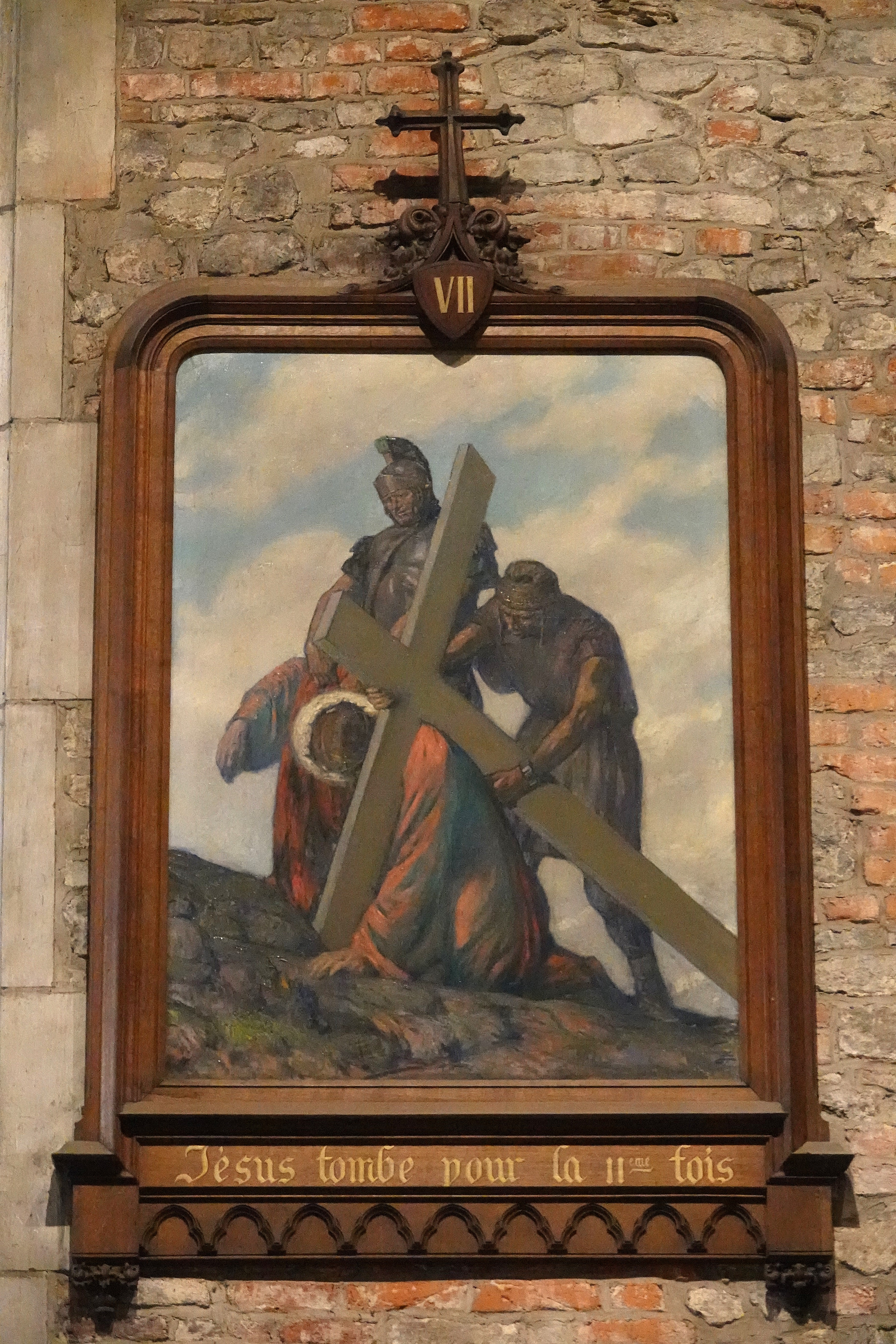
Station VII du chemin de croix

- Catafalque réalisé par Gustave Pattein (1876)[14].

Les chapelles latérales présentent quelques statues réalisées par des manufactures spécialisés :
- Chapelle Sainte Anne : Christ aux liens par l'Union International artistique de Vaucouleurs, Vierge Immaculée

- Chapelle Saint Sébastien : Saint Antoine de Padoue par la Sainterie de Vendeuvre, Saint Joseph, Notre-Dame de Lourdes d'après le modèle de Josef-Ignaz Raffl.

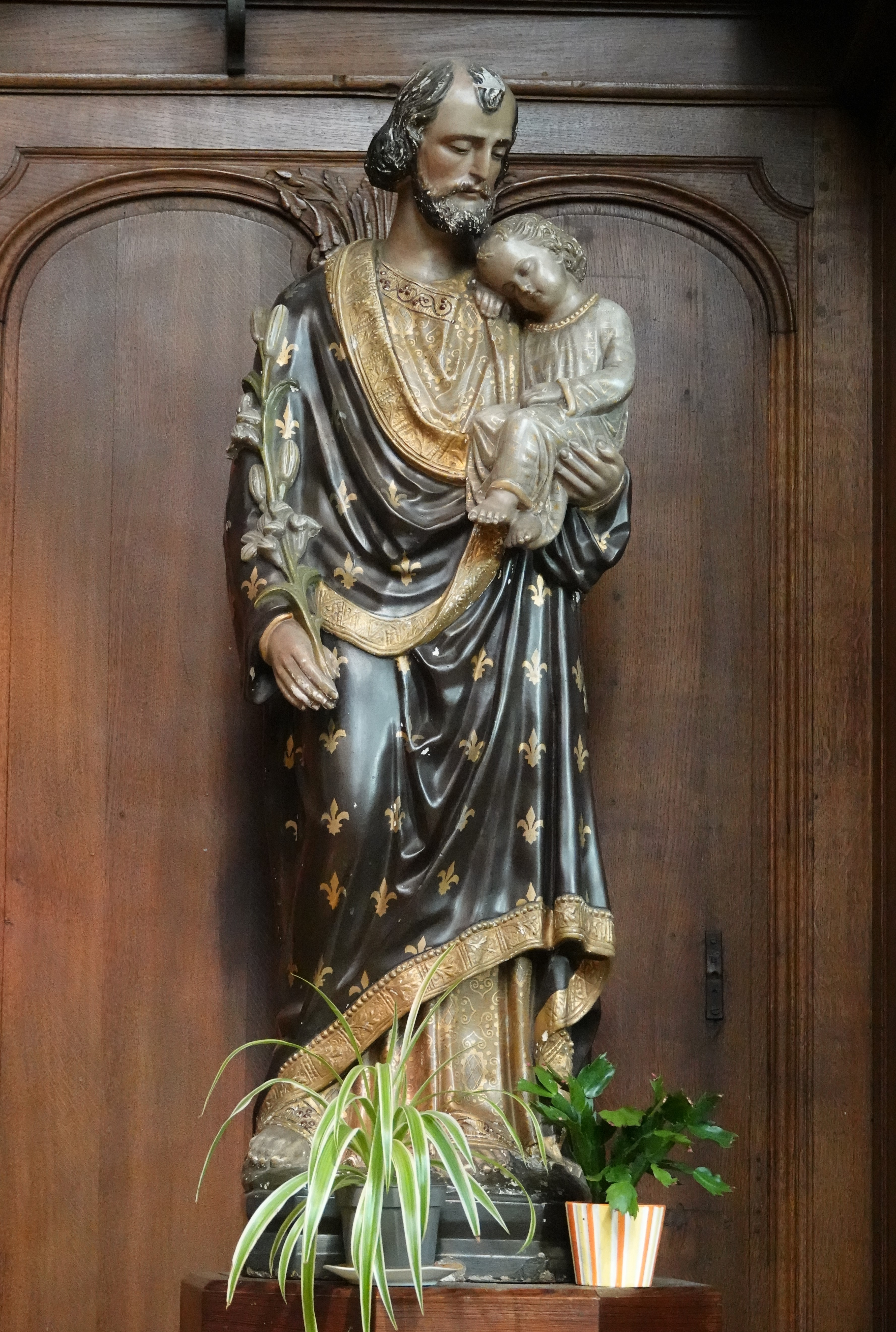
Saint Joseph (plâtre)
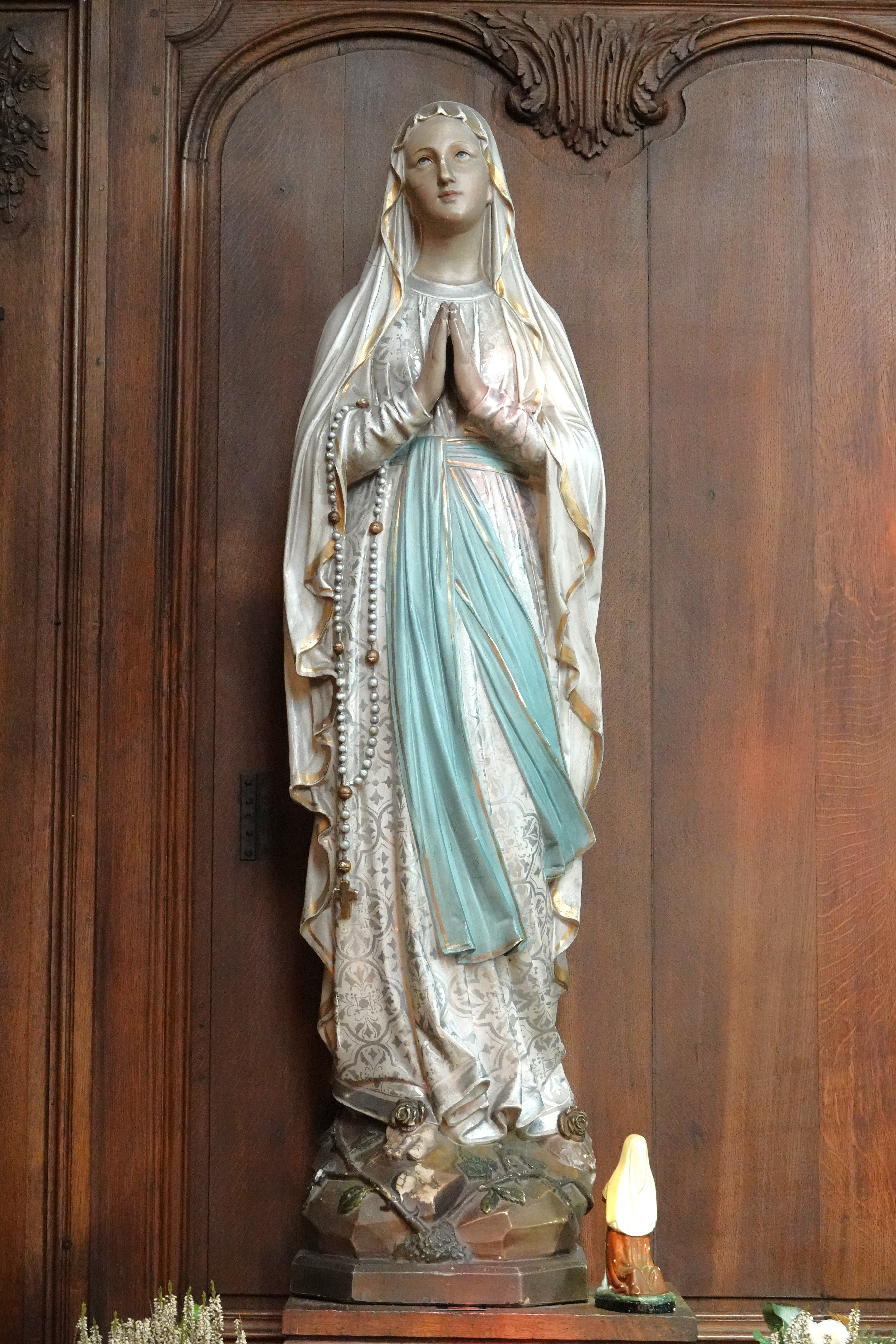
Notre Dame de Lourdes (plâtre)
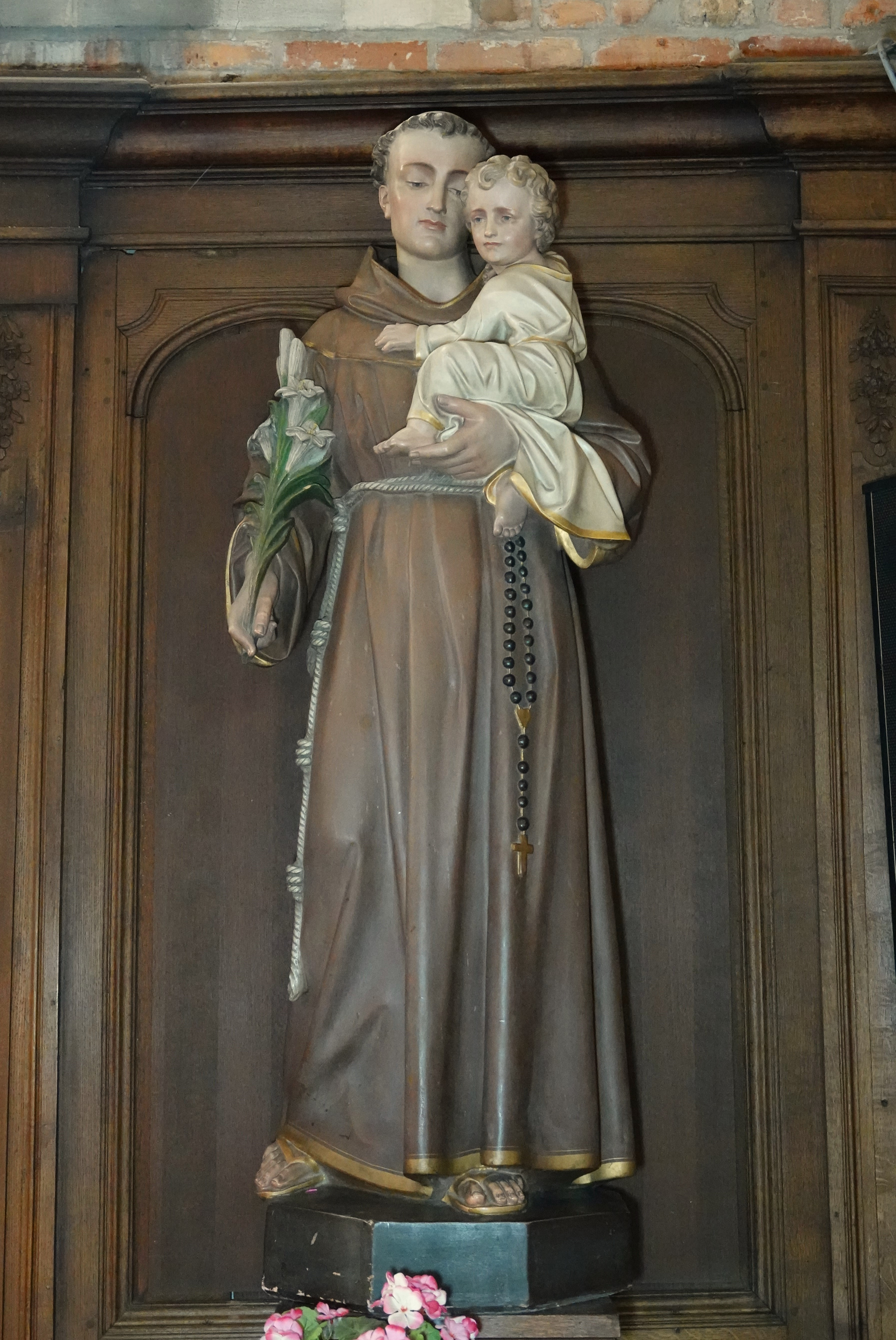
Saint Antoine (terre cuite)

#### MobilierXXesiècle
- Monument aux morts de la Première Guerre mondiale réalisé par Pierre Vanbesien, sculpteur, ébéniste et chef d'entreprise hazebrouckois, successeur de Gustave Pattein.

Monument aux morts de la Première Guerre mondiale par Pierre Vanbesien
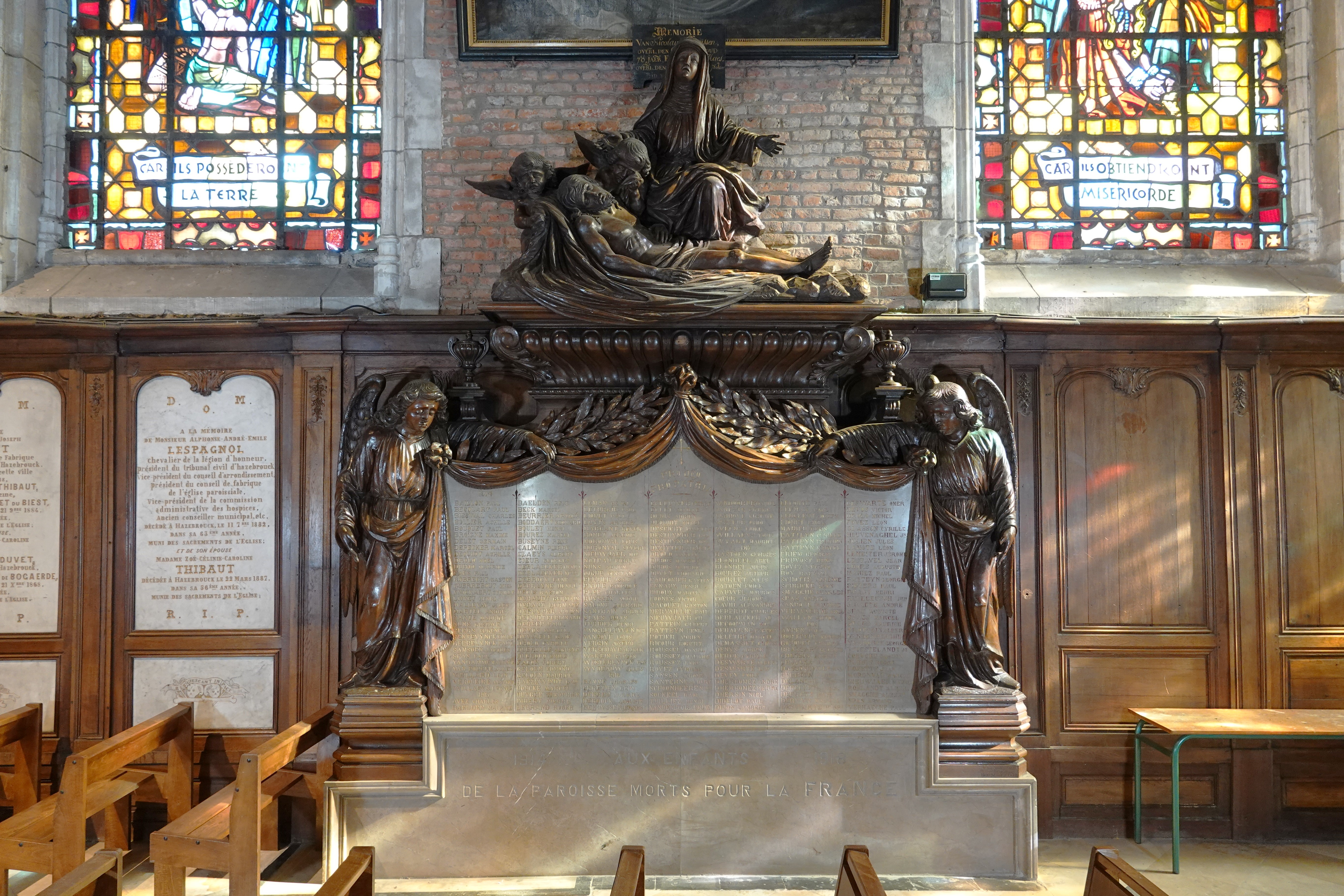
Vue générale
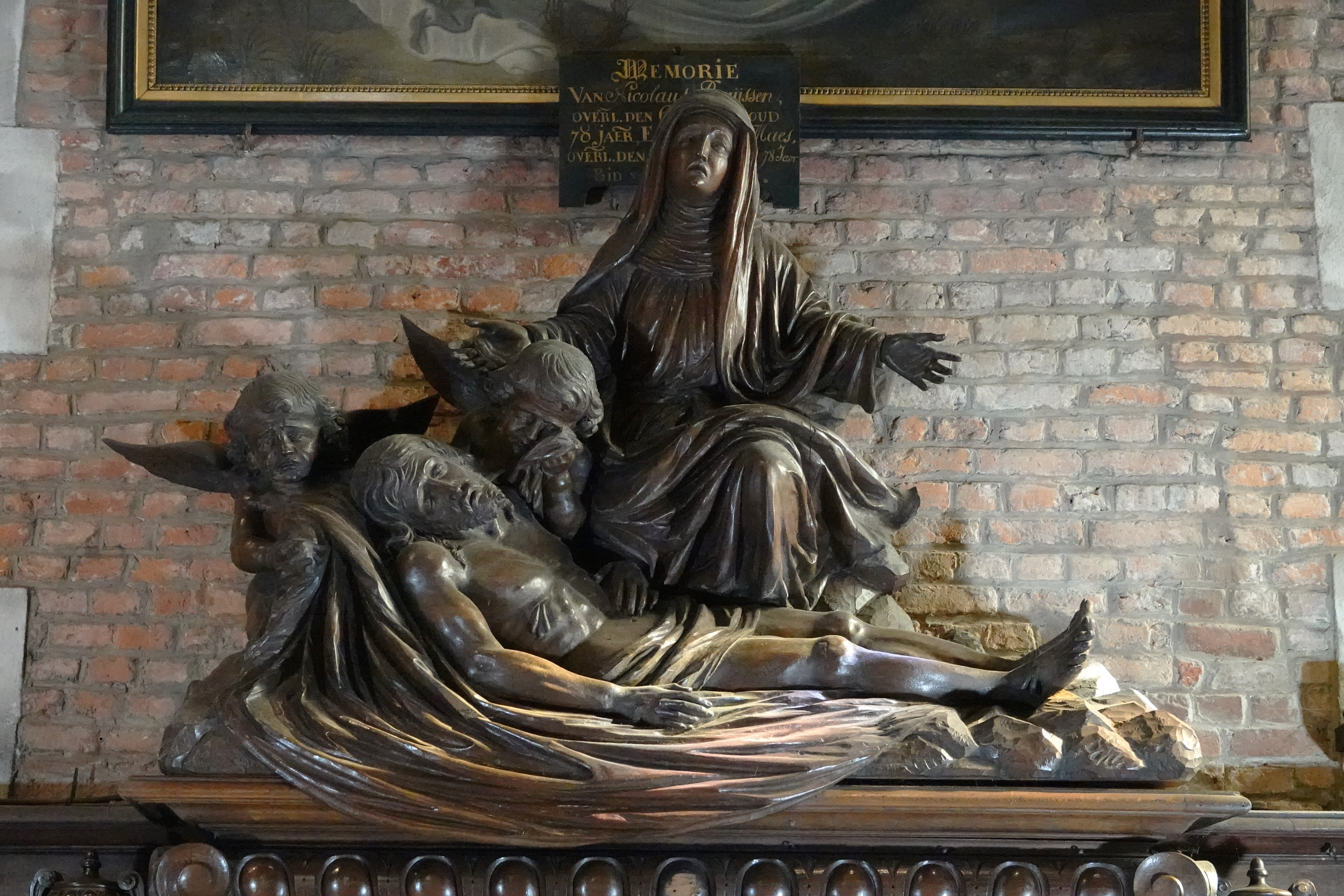
Pietà
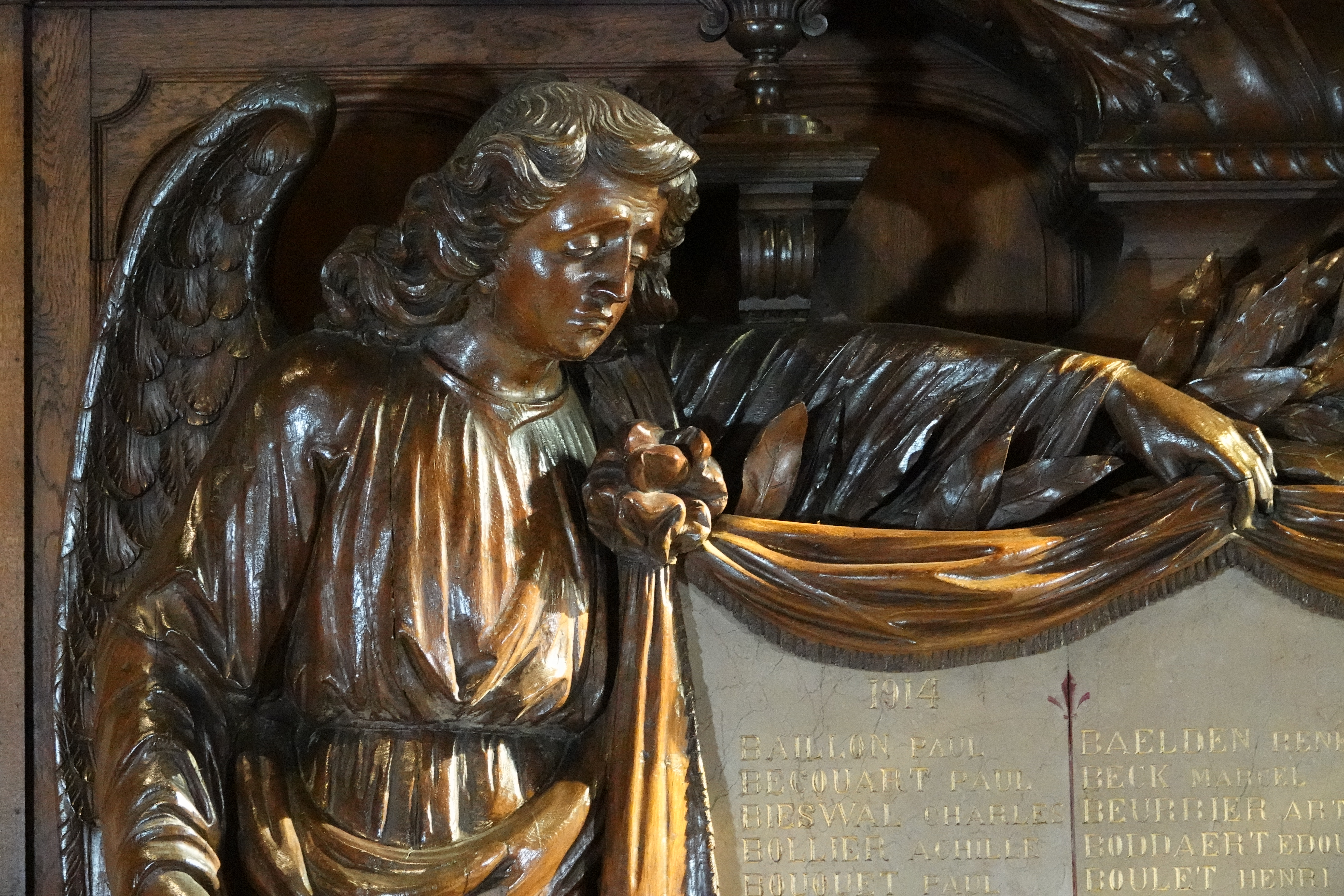
Ange
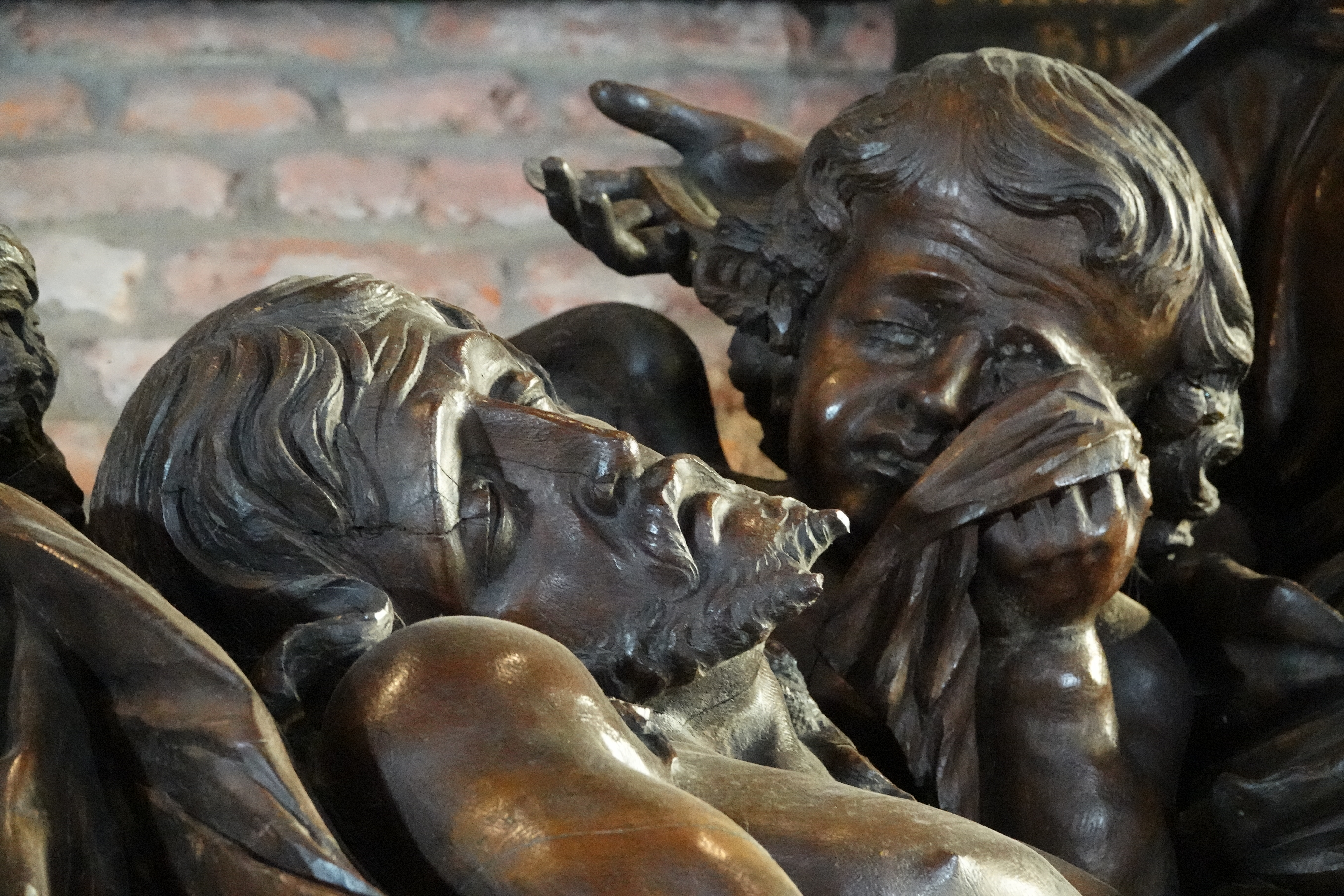
Ange pleurant le Christ mort

- Trois autels (autel principal, autel Nord et autel Sud) réalisés par les ateliers de Wisques en terre cuite (vers 1965-1970).

### Vitraux
Réalisés par Julien Vosch en 1954 d'après les cartons du chanoine Paul Pruvost. Ils illustrent les béatitudes et des invocations à la Vierge et au Sacré-cœur.

### Orgue
Orgue par Callinet, Daublaine, Beuchet-Debierre, facteurs d'orgues, seconde moitié du XVIIIe siècle ; second quart du XIXe siècle et troisième quart du XXe siècle (classé monument historique)